# Джаз-реп
Джаз-реп (англ. jazz rap; також джаз-хоп або джаз-хіп-хоп) — напрям у хіп-хоп-музиці, що сформувався наприкінці 1980-х. Це поєднання джазу та хіп-хопу, а також альтернативний піджанр хіп-хопу. Біти в джаз-репі являють собою джазові семпли, а тексти носять позитивістське забарвлення. Свого часу журнал Allmusic писав про джаз-реп як про зовсім нову віху у розвитку афроамериканської музики. Серед груп, які брали участь у формуванні джазового репу, були A Tribe Called Quest, Digable Planets, De La Soul, Gang Starr, The Roots, Jungle Brothers і Dream Warriors.

## Історія

### Зародження
Зачатки джаз-репу з'явилися у 1970-х роках, коли такі виконавці фанку, як Gil Scott-Heron та The Last Poets накладали речитатив у стилі spoken word на джазовий інструментал. Таким чином вони проводили паралель між джазом та фрістайлом. Однак як жанр джаз-реп остаточно сформувався під час «Золотої ери хіп-хопу».

### Формування
В 1985 фьюжн-група Cargo випустила альбом Jazz Rap, Volume One, на якому був присутній сингл «Jazz Rap». У 1988 році група Gang Starr випустила сингл «Words I Manifest», в якому використовувалися семпли з пісні Діззі Гіллеспі «Night In Tunisia», написаної в 1952 році. Дебютний альбом гурту No More Mr. Nice Guy 1989 року та її саундтрек до фільму Mo' Better Blues Jazz Thing були популяризаторами джаз-репу.

### Native Tongues
Приблизно у цей час кілька альтернативних реп-груп об'єдналися у колектив Native Tongues Posse; під його егідою було випущено альбом групи Jungle Brothers Straight Out the Jungle в 1988 році, потім альбом A Tribe Called Quest The Low End Theory, включений до списку 500 найкращих альбомів за версією журналу Rolling Stone. Також було випущено альбоми гурту De La Soul та інших виконавців джаз-репу.

### 1990-ті—2000-ні
На початку 1990-х років, з розвитком гангста-репу та хардкор-репу, популярність джаз-репу падає. Жанр йде в андеграунд, де отримує подальший розвиток; від джаз-репу відокремлюється більш мелодійний джаз-хоп. Сам джаз-реп нерідко поєднують із хардкор-репом, як це робили Nas та Lords of the Underground. У середині 90-х популярність отримав репер Common, який поєднував джаз-реп з поп-репом. Також особливим шануванням у фанатів джаз-репу користується гурт The Roots, який у своїх роботах поєднує елементи джазу та репкору.
В даний час джаз-реп продовжує розвиватися в андеграунді, хоча такі виконавці, як Guru та DJ Premier (колишні учасники групи Gang Starr), дуже популярні у США та за кордоном. У 2015 році Кендрік Ламар випустив альбом To Pimp a Butterfly, який поєднує в собі джаз, фанк і spoken word.
Джазовий хіп-хоп бурхливо розвивався в Японії, де з'явилися такі музиканти, як Nujabes і ShinSight Trio.